# Norman Marshall (teatro)
Norman Marshall (Rawalpindi, 16 novembre 1901 – 7 novembre 1980) è stato un regista teatrale, direttore teatrale e produttore teatrale inglese.

## Biografia
Norman Marshall iniziò la sua carriera teatrale mentre era ancora studente universitario a Oxford.
Dopo aver terminato l'università lavorò con numerose piccole compagnie e nel 1926 diventò membro del Cambridge Festival Theatre, prima come agente di stampa, poi come direttore di palcoscenico, mettendosi in evidenza con una serie di allestimenti sperimentali di estrema avanguardia, e nel 1932 come direttore generale.
Nel 1934, si trasferì al teatro londinese Gate Theatre, dove nei successivi sei anni produsse popolari revisioni, adattamenti e molte opere di successo, alcune delle quali successivamente trasferite sul palcoscenico del West End, distinguendosi per la diffusione delle più moderne correnti drammaturgiche europee, allestendo le opere del drammaturgo francese Jean Cocteau, del drammaturgo e 
rivoluzionario tedesco Ernst Toller, del drammaturgo russo Aleksandr Nikolaevič Afinogenov.
Nel suo libro L'altro teatro (The Other Theatre) del 1947, Marshall documentò le storie di molte piccole compagnie di teatro indipendenti, inclusa la sua, che producevano commedie innovative e sperimentali, o opere teatrali di scrittori ritenuti commercialmente non redditizi sul palcoscenico di West End; inoltre presentò e descrisse le basi teoriche del suo lavoro nel libro  intitolato Il regista e l'opera teatrale (The Producer and the Play, 1957).
Il Gate Theatre Studio fu distrutto durante la seconda guerra mondiale e dopo la fine del conflitto, Marshall fondò una compagnia di produzione e produsse diversi spettacoli nel West End.
Intorno ai primi anni sessanta Marshall approfondì le tematiche riguardanti le tipologie del palcoscenico ideali, studiando quelle contemporanee presenti nel continente europeo.

## Pubblicazioni
- L'altro teatro (The Other Theatre, 1947);
- Commedie (Comedies, 1948);
- Commedie di William Congreve (Comedies of William Congreve, 1948), scritto con William Congreve;
- Elementi essenziali della pianificazione scenica (Essentials of stage-planning, 1949), scritto con Stanley Bell e Geoffrey Arundel Whitworth;
- Tre commedie revisionate (Three Restoration comedies, 1953);
- Il regista e l'opera teatrale (The Producer and the Play, 1957);
- Conferenza pubblica: "Televisione inglese" (Public lecture: "English Television", 1962);
- Indirizzo: "Il teatro inglese contemporaneo" (Address: "The Contemporary English Theatre", 1962).